# Heinrich Hüner
Heinrich Hüner (* 15. Februar 1881 in Visselhövede; † 21. September 1945 in Celle) war ein deutscher Schriftsteller.

## Leben
Heinrich Hüners Eltern bewirtschafteten einen kleinen Bauernhof in Visselhövede. Er war als Kind in alle diesbezüglichen Arbeiten eingespannt. Seine Lehrer entdeckten seine Begabungen und förderten ihn. Am Ende der Schulzeit entschloss er sich zum Lehrerberuf und überließ sein Erbe dem jüngeren Bruder.
Hüner erfuhr eine strenge Ausbildung an der Präparandenanstalt und dem Lehrerseminar in Verden. Es fiel den Eltern schwer, dieses zu finanzieren. Als junger Lehrer übernahm er nacheinander Lehrer- und Organistenstellen in Otze, Behningen und Stellichte. Er kümmerte sich um heimatkundliche Belange, forschte und wanderte mit Rad und Bahn. Noch in Stellichte legte er seine Mittelschullehrerprüfung ab und später noch die Rektorenprüfung, die jedoch nie zum Tragen kam.
1910 kam er als Lehrer nach Celle an die Mittelschule. Er bekam die Stelle von Clemens Cassel, der gerade aus dem Schuldienst ausgeschieden war. Hier fand er neben der Schule ein reiches Betätigungsfeld vor, das ihn mindestens ebenso interessierte wie die Schule. 1913 beschloss der „Gemeinnützige Verein“ der Stadt, eine Bücherei einzurichten. In monatelanger Arbeit ordnete Heinrich Hüner die Bücher und ergänzte sie. Für ihn waren Bücher Kostbarkeiten, an die er in seiner Jugend nur schwer herangekommen war. Er verwaltete die Bücher bis zum Ersten Weltkrieg und kümmerte sich auch später wieder um sie.
Im Jahre 1919 gehörte Hüner zu den Gründern der „Freien Volksbühne“, die das damalige „Sommertheater“ ablöste. Von 1921 bis 1933 übernahm er die Leitung der Bühne gänzlich. Sie brachte Arbeit, Sorgen und finanzielle Schwierigkeiten mit sich, da er sie nur mühsam durch die Zeit der Inflation retten konnte. (Zitat aus seiner Biographie: „Es gab stets Sorge, wenn der Geldwert außerordentlich sank. ... Glücklicherweise half uns Herr Schenk von der Schulzeschen Buchhandlung über die schlimmste Zeit der Inflation hinweg, indem er die Gelder, die allmonatlich für die Veranstaltungen einkassiert wurden, sogleich in Verwahrung und sie in Büchern anlegte, so daß sie wertbeständig blieben. Ohne diese Absicherungen wären wir in die allerschwierigsten Lagen gekommen, war doch einmal, als eine Vorstellung wirklich durchgeführt wurde, der Geldwert aller am Anfang des Monats eingesammelten Beträge auf den Wert von zwei Pfennig gesunken.“) Weiter erzählt er, dass viele Celler der Meinung gewesen seien, die „Freie Volksbühne“ in der Nachkriegszeit sei das beste gewesen sei, was kulturell möglich war.
Zahlreiche Künstler von Rang und Namen holte Heinrich Hüner nach Celle. Die Aufzählung der Theateraufführungen, Konzerte, Lesungen, Ausstellungen umfasst viele Schreibmaschinenseiten. Schon damals kamen die Thomaner aus Leipzig, auch andere Chöre und der Berliner Domorganist Fritz Heitmann (1891–1953) besuchten Celle.
1933 sollte ein Mitglied der NSDAP die Leitung der Volksbühne übernehmen. In diese Partei eintreten wollte Heinrich Hüner nicht. Er legte das Amt nieder.
Von nun an widmete er sich seinen schriftstellerischen Neigungen. Er wanderte oder fuhr mit dem Rad die Wege ab, die er später im „Wanderführer für Celle und die Südheide“ veröffentlichte. Im Dachgeschoss seiner Wohnung an der Blumenlage 13 (heutige Blumlage) in Celle verfasste er auf einer alten Mignon-Schreibmaschine Beiträge zu Heimatkalendern und für verschiedene Zeitungen. Vieles schrieb er in Plattdütsch. „Der unterirdische Gang“ und „Die Gilkenheide“ erschienen als kleines Büchlein.
Er hinterließ viele Manuskripte, unter anderem den Roman „Die Hexe von Ahnsbeck“, den er noch herausbringen wollte. Selbst Theaterstücke befinden sich unter seinem Nachlass. Heinrich Hüner kannte alle Persönlichkeiten jener Zeit in Celle. Er war ein eifriger Besucher der „Plattdütschen Gill“ und des „Lönsbundes“.

## Werke
- Die Gilkenheide, Treichel, Visselhövede 2000, ISBN 3-00-006379-X.
- Der unterirdische Gang (Absonderliche Menschen der Heide), Schweiger & Pick, Celle 1939.
- Meine Lebenserinnerungen, Treichel, Visselhövede 2000.
- Die Hexe von Ahnsbeck

## Ehrungen
Die Stadt Celle hat im Ortsteil Blumlage eine Straße nach Heinrich Hüner benannt. Die Stadt Visselhövede hat einen Weg zwischen Wiesen- und Süderstraße nach Heinrich Hüner benannt. Der Weg liegt nahe dem Orte seines nicht mehr existenten Geburts- und Elternhauses.